# سمیه مانز
سمیه مانز (انگلیسی: Sumeyye Manz؛ متولد ۳۰ اکتبر ۱۹۸۹ در نورنبرگ) تکواندو کار آلمانی و ترک تبار است.
وی در مسابقات تکواندو قهرمانی اروپا در سال ۲۰۰۸ در رم موفق به کسب مدال طلا شد. در مسابقات قهرمانی تکواندو جهان ۲۰۰۵ در مادرید، اسپانیا و مسابقات قهرمانی تکواندو جهان ۲۰۱۱ در گیونگجو، کره جنوبی برنده مدال برنز شد.
او در المپیک ۲۰۰۸ و المپیک ۲۰۱۲ نماینده کشور آلمان بود. در المپیک ۲۰۰۸ او در دور اول توسط دالیا کنترراس شکست خورد. در بازی‌های المپیک تابستانی ۲۰۱۲، او در وزن ۴۹ کیلوگرم زنان شرکت کرد، اما در دور اول مغلوب یانگ شو-چون شد.
سمیه با دنیل مانز ازدواج کرده‌است، دنیل هم یک ملی پوش تکواندوی آلمان است.